# Municipio de Lyra
El municipio de Lyra (en inglés: Lyra Township) es un municipio ubicado en el condado de Blue Earth en el estado estadounidense de Minnesota. En el año 2010 tenía una población de 327 habitantes y una densidad poblacional de 3,58 personas por km².

## Geografía
El municipio de Lyra se encuentra ubicado en las coordenadas 43°57′27″N 94°3′53″O / 43.95750, -94.06472. Según la Oficina del Censo de los Estados Unidos, el municipio tiene una superficie total de 91.44 km², de la cual 90,81 km² corresponden a tierra firme y (0,7 %) 0,64 km² es agua.

## Demografía
Según el censo de 2010, había 327 personas residiendo en el municipio de Lyra. La densidad de población era de 3,58 hab./km². De los 327 habitantes, el municipio de Lyra estaba compuesto por el 98,17 % blancos, el 0,92 % eran amerindios, el 0,31 % eran asiáticos y el 0,61 % eran de una mezcla de razas. Del total de la población el 0,31 % eran hispanos o latinos de cualquier raza.